# Cirrhitus
Genre
Cirrhitus  est un genre de poissons de la famille des cirrhitidés (appelés poissons-faucons ou éperviers).

## Liste d'espèces
Selon World Register of Marine Species (24 novembre 2014) :
- Cirrhitus albopunctatus Schultz, 1950
- Cirrhitus atlanticus Osório, 1893
- Cirrhitus pinnulatus (Forster, 1801)
- Cirrhitus rivulatus Valenciennes, 1846

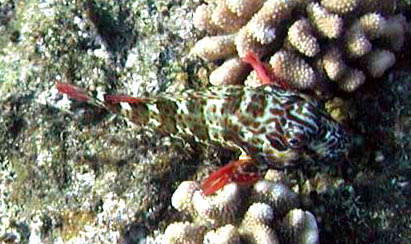
Cirrhitus pinnulatus
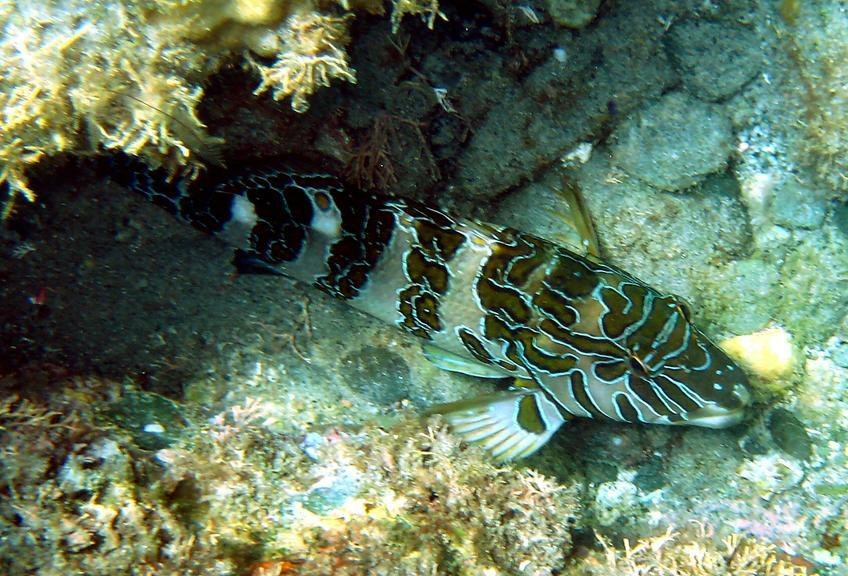
Cirrhitus rivulatus